# Terra e Liberdade (filme)
Terra e Liberdade (em inglês:  Land and Freedom) é um filme britano-hispano-teuto-italiano de 1995 dirigido por Ken Loach.
Baseado no romance Homage to Catalonia, de George Orwell, venceu o prémio do Júri Ecuménico no Festival de Cannes.

## Sinopse
Tendo como plano de fundo a Revolução Espanhola, conta a história de uma jovem que encontra entre os pertences do avô falecido, um ex-revolucionário que lutou contra o fascismo, algumas cartas, recortes de jornais e um punhado de terra embrulhado num lenço.

## Elenco
- Ian Hart .... David Carr
- Rosana Pastor .... Blanca
- Icíar Bollaín .... Maite
- Tom Gilroy .... Lawrence
- Marc Martínez .... Juan Vidal
- Frédéric Pierrot .... Bernard Goujon
- Andrés Aladren.... membro da milícia